# Diaphus coeruleus
Diaphus coeruleus är en fiskart som först beskrevs av Klunzinger, 1871.  Diaphus coeruleus ingår i släktet Diaphus och familjen prickfiskar. Inga underarter finns listade i Catalogue of Life.